# Hubert Marischka
Hubert Marischka   (Brunn am Gebirge i Viena, 27 d'agost de 1882 - Viena, 4 de desembre de 1959) fou un cantant d'opereta, actor, director i guionista cinematogràfic de nacionalitat austríaca.
Era fill de Jiří (O Johann) Marischka, proveïdor de la cort austrohungara i de la seva dona Berta. Ell, inicialment, començà a treballar com a fuster. Però, ben aviat es va formar com a cantant i va començar la seva carrera el 1904 com a cantant d'opereta al teatre de la ciutat de St. Pölten a Der arme Jonathan de Karl Millöcker. Com a actor va tenir èxit inicialment a Brno, com Danilo el 1906 a La vídua alegre. El 27 de juliol de 1907 va cantar a l'estrena mundial de Der fidele Bauer de Leo Fall a Mannheim. El 23 de desembre de 1908 va actuar al "Carltheater" amb Die geschiedene Frau també de Falls on va aparèixer per primera vegada a Viena. Després d'això, va tenir un èxit especial al "Theater an der Wien". Més tard hi va treballar com a director, principalment per a representacions d'opereta. El 1923 fou ascendit a director del "Theater an der Wien". El 28 de febrer de 1924 va estrenar aquí l'opereta Gräfin Mariza. A finals dels anys vint va cantar a Eine Nacht in Venedig de Johann Strauss II a l'Òpera Estatal de Viena.
Va prendre contacte amb el nou mitjà del cinema en una etapa inicial. Aquí va treballar com a actor, director i guionista. Les seves pel·lícules sovint es poden assignar al gènere del cinema vienès. Amb Hans Moser va fer pel·lícules conegudes com a We ask for a dance (1941) o The Mr. Chancellery (1948). Marischka va ser temporalment director del Teatre de la Ciutat de Viena i del Teatre Raimund, cap de l'editorial musical Papageno i professor d'opereta a l'Acadèmia de Música i Arts Escèniques.
El 1907 es va casar amb Felicitas Anna "Lizzy" Léon (1879 - 1918), filla de Victor Léon. Amb ella va tenir tres fills: la futura actriu Lisl (1908-1945), Viktor (1915-1992) i el futur director Franz (1918-2009). Després de la mort de Lizzy, Marischka es va casar amb la filla del director teatral Wilhelm Karczag, Lilian "Lilly" Karczag, i va tenir amb ella els fills Georg Marischka i Tassilo (* 1928). Després del divorci, es va casar breument amb Juliane, la seva tercera esposa, durant la guerra. El 1946 va obtenir el seu quart matrimoni amb l'actriu Trude Basch-Havel.
La tomba honorífica de Hubert Marischka es troba al Hietzinger Friedhof a Viena.
El 2009, la Marischkapromenade de Viena- Floridsdorf (districte 21) va rebre el seu nom amb ell i dos dels seus germans, Carl i Ernst. [Nota 1]
El seu germà era Ernst Marischka.